# Альварес Лопес, Даниэль
Даниэль Альварес Лопес (исп. Daniel Álvarez López; 22 июля 1994, Гвадалахара, Мексика) — мексиканский футболист, нападающий клуба «Пуэбла».

## Клубная карьера
Альварес — воспитанник клуба «Атлас» из своего родного города. 20 августа 2014 года в матче Кубка Мексики против «Минерос де Сакатекас» он дебютировал за команду. 1 марта 2015 года в матче против «Веракрус» Даниэль дебютировал в мексиканской Примере, заменив во втором тайме Карлоса Очоа. 10 мая в поединке против столичной «Америки» Альварес забил свой первый гол за команду из Гвадалахары.

## Международная карьера
В 2015 году Даниэль в составе олимпийской сборной Мексики завоевал серебряные медали Панамериканских игр в Канаде. На турнире он сыграл в матчах против команд Парагвая, Тринидада и Тобаго, Панамы и Уругвая. В поединке против тринидадцев Альварес забил гол.

## Достижения
Мексика (до 23)
- Панамериканские игры — 2015